# Hyposmocoma cuprea
Hyposmocoma cuprea — вид молі. Ендемік гавайського роду Hyposmocoma.

## Поширення
Зустрічається на острові Кауаї.

## Синоніми
- Neelysia cuprea (Walsingham, 1907)